# August Jernberg
August Jernberg, född 16 september 1826 i Gävle, död 22 juni 1896 i Düsseldorf, var en svensk konstnär.

## Biografi
August Jernberg målade först porträtt och historiska/bibliska motiv, men blev på 1860-talet genre och landskapsmålare. Bland de svenska Düsseldorfmålarna var han den främste koloristen.
Han studerade vid Konstakademien i Stockholm 1843–1846 och reste sedan till Paris, där han studerade för Thomas Couture 1847–1853. År 1854 slog han sig ned i Düsseldorf och stannade där till sin död, men företog kortare studieresor. Han blev ledamot av Konstakademin 1865, men tillhörde 1885 opponenterna. Han var dessutom ledamot av Konstakademien i Düsseldorf.
August Jernberg fick flera barn, varav två har blivit speciellt uppmärksammade, sonen Olof Jernberg, även han en uppskattad konstnär, och dottern Anna-Maria Jernberg, som blev en framgångsrik operasångerska. Jernberg finns representerad vid bland annat Göteborgs konstmuseum, Nationalmuseum, Länsmuseet Gävleborg, Norrköpings konstmuseum, och Nordiska museet i Stockholm.

## Bildgalleri

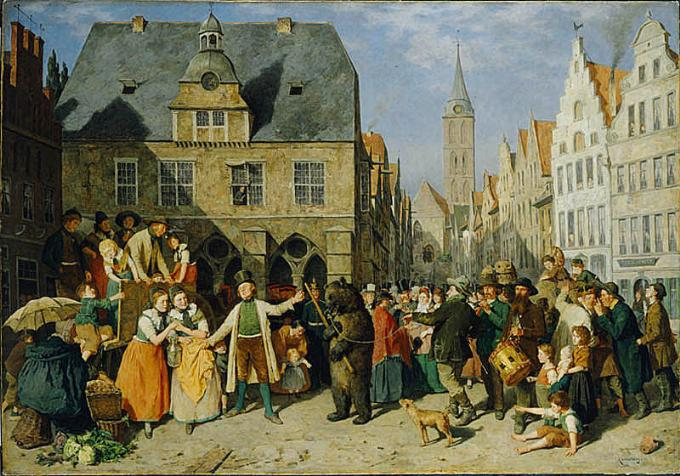
Björndans (1865)
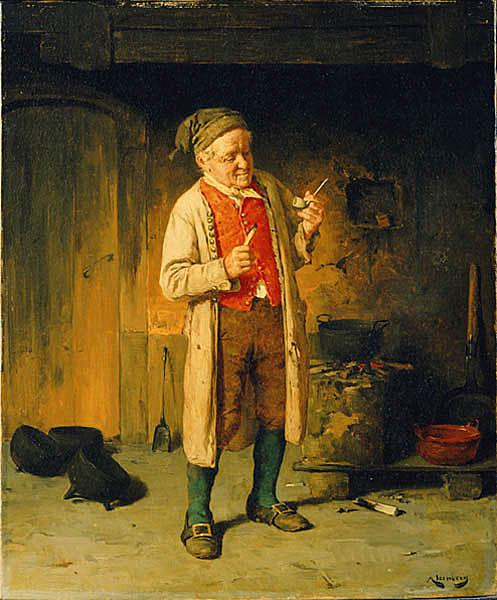
Den nya pipan
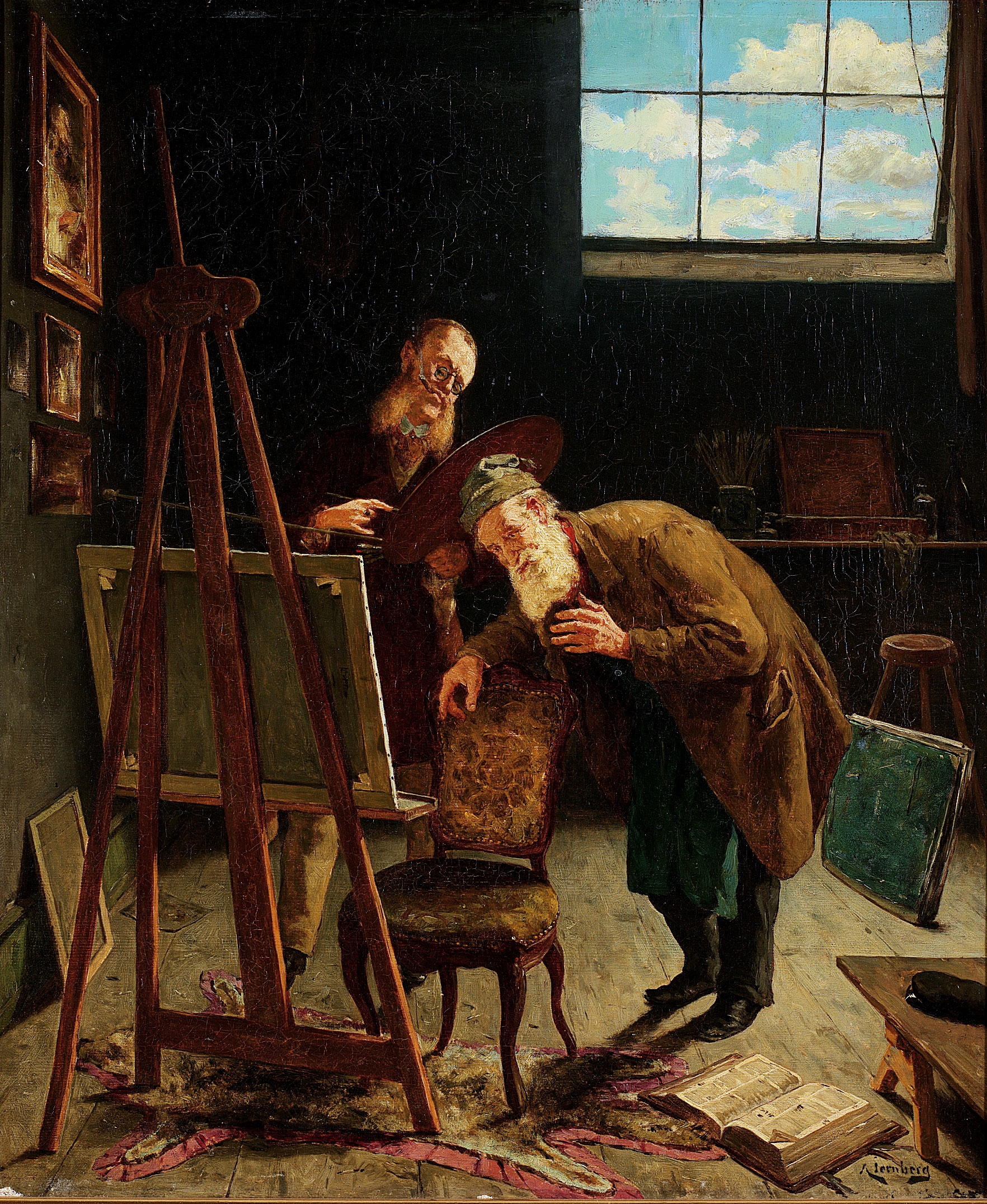
Interiör från ateljé
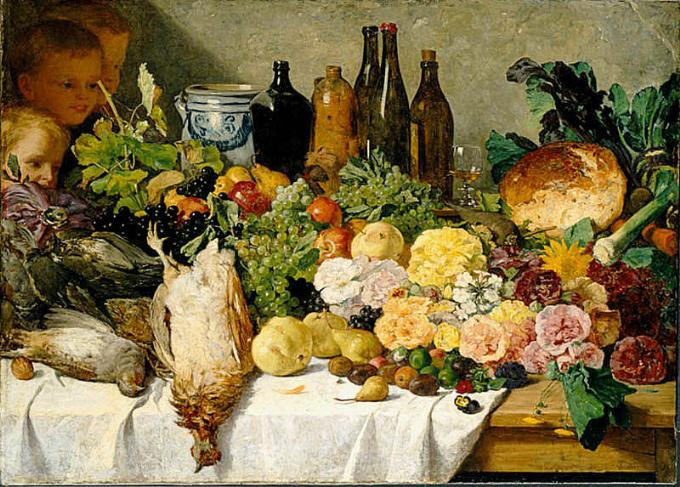
Stilleben (1863)
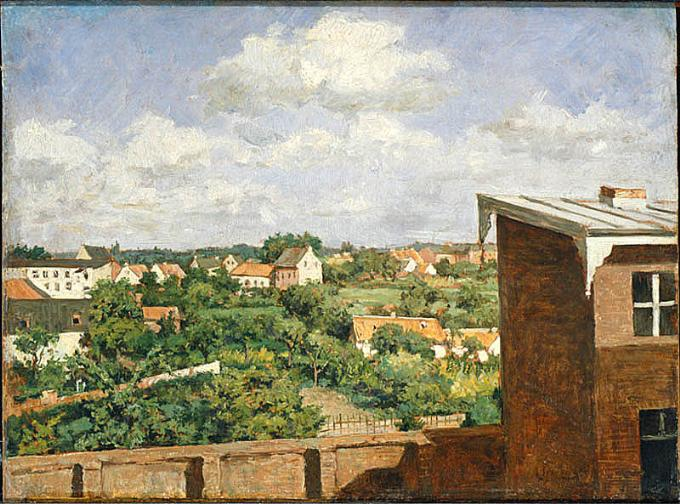
Utsikt från Düsseldorf (ca 1865)